# Sam Mostynová
Samantha Joy Mostynová (nepřechýleně Mostyn, * 13. září 1965 Canberra) je australská podnikatelka a obhájkyně, od července 2024 dvacátá osmá generální guvernérka Austrálie.

## Mládí a vzdělání
Samantha Joy Mostyn se narodila 13. září 1965 v Canbeře jako nejstarší ze čtyř sester. Její otec William „Bill“ Mostyn absolvoval Královskou vojenskou vysokou školu v Duntroonu, kde získal hodnost plukovníka. Během své téměř 40leté kariéry v Australské armádě se zúčastnil války ve Vietnamu. Absolvovala vysokou školu v Narrabundah a Australskou národní univerzitu, kde získala tituly Bachelor of Arts a Bachelor of Laws.
Ačkoli většinu mládí strávila v Canbeře, díky povolání svého otce se často stěhovala. Žila dva roky v Adelaide u babičky, v Melbourne, ve Spojených státech a v Kanadě.

## Generální guvernérka
Dne 3. dubna 2024 oznámil premiér Anthony Albanese, že král Karel III. Britský schválil jmenování Mostyn do funkce generální guvernérky. Funkce se ujala 1. července 2024 a nahradila tak Davida Hurleyho. Jedná se o první generální guvernérku, která se narodila v Canbeře.

## Soukromý život
Je vdaná za Simeona Becketta a má jednu dceru.

## Vyznamenání
- Společnice Řádu Austrálie (2024)[13]
- Převorka Nejctihodnějšího řádu sv. Jana Jeruzalémského (2024)[14]